# Подставная девушка
«Подставная девушка» (яп. 非常線の女, Hijôsen no onna; англ. Dragnet Girl) — немой фильм режиссёра Ясудзиро Одзу, вышедший на экраны в 1933 году.

## Сюжет

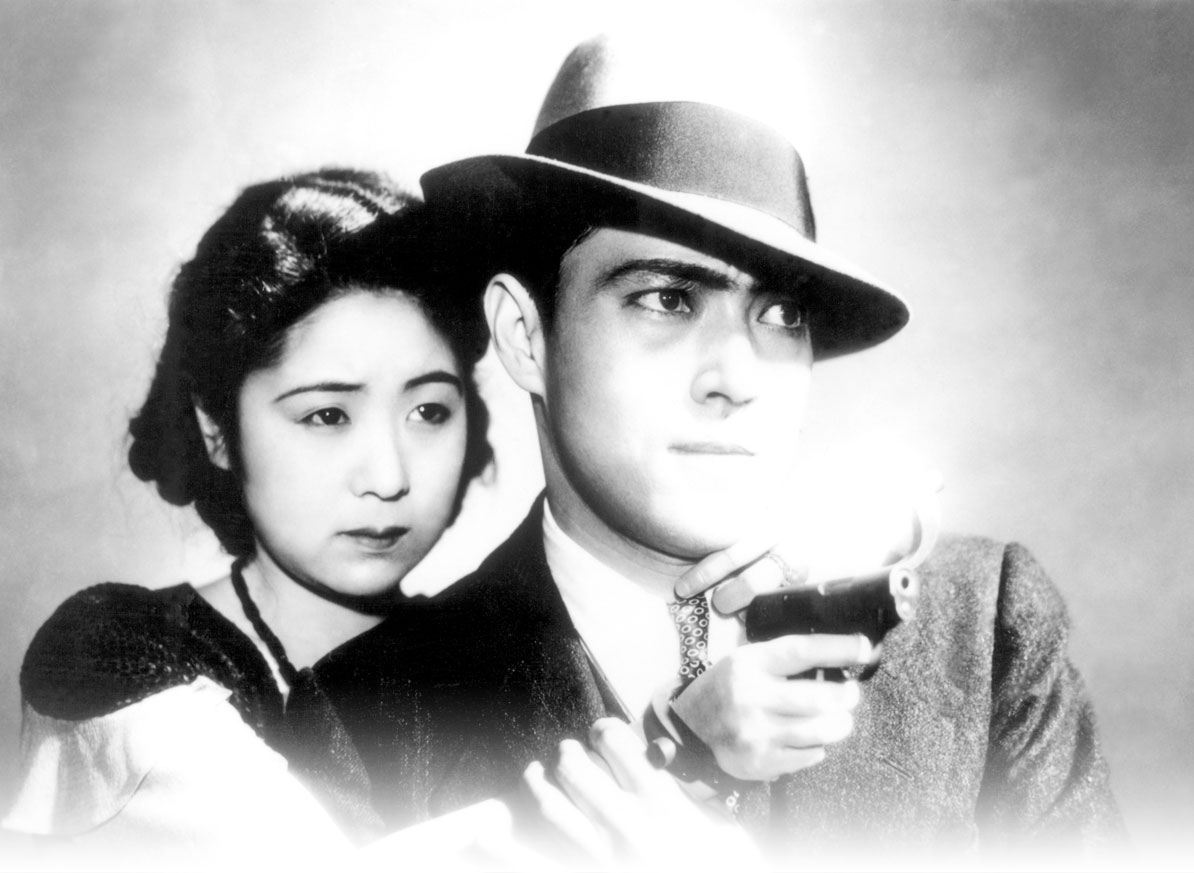
Кинуё Танака в роли Токико и Дзёдзи Ока в роли Дзёдзи

Токико, работающая машинисткой в одной из контор, является объектом ухаживаний сына своего босса. Она, однако, предпочитает компанию Дзёдзи, бывшего боксёра и главаря мелкой банды. Когда к банде присоединяется студент и начинающий боксёр по имени Хироси, сестра последнего Кадзуко является к Дзёдзи и упрашивает того наставить брата на путь истинный и не втягивать в тёмные делишки. Как ни странно, бандит проникается просьбой девушки и выгоняет Хироси из банды. Под влиянием Кадзуко Дзёдзи начинает меняться, слушает много музыки и редко заходит в бар. Токико, сначала с неприязнью воспринявшая происходящее, после встречи с Кадзуко изменяет своё решение и предлагает Дзёдзи остепениться и начать новую жизнь...

## В ролях
- Кинуё Танака — Токико
- Дзёдзи Ока — Дзёдзи
- Сумико Мидзукубо — Кадзуко
- Кодзи Мицуи — Хироси
- Юмэко Аидзомэ — Мисако
- Ёсио Такаяма — Сэнко
- Кодзи Кага — Мисава
- Ясуо Нандзё — Окадзаки
- Тисю Рю — полицейский

## О фильме

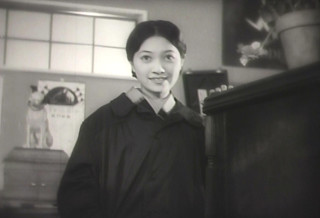
актриса Сумико Мидзукубо в роли Кадзуко

Фильм симался с февраля по апрель 1933 года и вышел на киноэкраны Японии 27 апреля того же года (в тот же день состоялась и европейская премьера фильма в Лондоне).
Национальный японский киноархив начал свою работу в 1960 году. Почти все из фильмов Одзу, снятых до 1933 года и сохранившихся в послевоенное время, никогда не выпускались повторным прокатом ни в Японии, ни где бы то ни было ещё до их запоздалого «открытия» в 1970-е годы. Таким образом, они не были объектом исследований режиссёрского наследия в течение длительного времени, и споры о влиянии американских фильмов на его работы начались только после открытия этих фильмов Одзу европейскими критиками и киноманами. Сейчас принято считать, что на эту постановку режиссёра в особенности повлияли работы Джозефа фон Штернберга «Подполье» (1927) и «Сети зла» (1928), а также голливудские гангстерские фильмы начала 1930-х годов. В сценах офиса, в котором работает Токико, просматривается влияние фильма Кинга Видора «Толпа» (1928).
По жанру фильм — гангстерская драма. В третий и в последний раз Одзу обратится к гангстерской тематике (до этого были им сняты «Этой ночи жена» и «Бодро шагая» — оба в 1930 году). В фильме просматриваются также элементы классического нуара: герой в ловушке, игра света и тени, удушающая атмосфера большого города…  Мир «Подставной девушки» пронизан западным или, если точнее, американским вкусом и стилем, где печатные английские буквы видны почти в каждом кадре: в офисе, где работает главная героиня фильма Токико, на стенах боксёрского зала и в бильярдном клубе, вывески на улицах, даже консервные банки импортные — американские. О западном стиле одежды героев и сигаретах Lucky Strike, которые они курят, можно даже не упоминать.
«Подставная девушка» даёт возможность посмотреть на звезду номер один японского кино Кинуё Танака в одной из лучших ролей раннего периода творчества. В начале 1930-х Танака была связана контрактом со студией Shochiku Kamata, где играла главные роли в фильмах Хэйноскэ Госё, Ясудзиро Одзу и своего тогдашнего мужа Хироси Симидзу. Она снималась в роли молодой жены в первом звуковом фильме студии «Соседка и жена» (1931, реж. Хэйноскэ Госё) и в нескольких предыдущих фильмах Одзу. В послевоенное время актриса станет звездой фильмов Кэндзи Мидзогути и первой женщиной-режиссёром в японском кино.